# Planorbella magnifica
Planorbella magnifica é uma espécie de gastrópode  da família Planorbidae.
É endémica dos Estados Unidos da América.